# Araneus thevenoti
Araneus thevenoti este o specie de păianjeni din genul Araneus, familia Araneidae, descrisă de Simon, 1895. Conform Catalogue of Life specia Araneus thevenoti nu are subspecii cunoscute.